# ۲۶ صفر
۲۶ صفر، بیست و ششمین روز از ماه صفر در تقویم هجری قمری است.
در تقویم هجری قمری قراردادی این روز پنجاه و ششمین روز سال است.